# Maaike Caelers
Maaike Caelers (Weert, 2 de setembro de 1990) é uma triatleta profissional neerlandesa.

## Carreira

### Londres 2012
Maaike Caelers disputou os Jogos de Londres 2012, terminando em 41º lugar com o tempo de 2:06:53.